# 三銃士/王妃の首飾りとダ・ヴィンチの飛行船
『三銃士/王妃の首飾りとダ・ヴィンチの飛行船』（さんじゅうし おうひのくびかざりとダ・ヴィンチのひこうせん、原題: The Three Musketeers）は、アレクサンドル・デュマ・ペールの小説『三銃士』を原作とし、『バイオハザード』シリーズのポール・W・S・アンダーソンによって監督された2011年の3Dアクション映画作品。2011年9月1日にドイツで封切られ、北アメリカでは10月14日、日本では10月28日に公開された。3Dで撮影された。
キャッチコピーは「伝説よりも、ハデにいこうぜ。」。主題歌はテイク・ザットの「ウェン・ウィー・ワー・ヤング」。

## ストーリー
17世紀のヨーロッパ。フランス国王ルイ13世に仕える銃士隊のアトス（マシュー・マクファディン）、ポルトス（レイ・スティーヴンソン）、アラミス（ルーク・エヴァンズ）は、密命を帯びてヴェネチア共和国に潜入していた。銃士隊の中でも秀でた勇士として『三銃士』と呼ばれる彼ら３人の使命は、レオナルド・ダ・ヴィンチが残した武器の設計図を密かに盗み出すことだった。100年以上も前の人物とはいえ、ダ・ビンチの設計図は、この時代でも最先端の驚異なのだ。
女スパイであるミレディ(ミラ・ジョヴォヴィッチ)の力を借りて設計図を手に入れる三銃士。だが、しびれ薬を飲まされた三銃士は設計図をイギリスの宰相バッキンガム公爵に奪われた。2重スパイであるミレディは、アトスと浅からぬ仲でありながら、より高額の値を付けたバッキンガム公爵に情報を売り、三銃士を陥れたのだ。使命を果たせぬまま取り残される三銃士。
1年後。フランス・ガスコーニュ地方の若者ダルタニアン（ローガン・ラーマン）は、元銃士だった父親から剣の手ほどきを受け、銃士隊で出世すべくパリへと旅立った。道中の宿場で隻眼（せきがん)の男ロシュフォール(マッツ・ミケルセン)に愛馬を侮辱され、剣を抜くダルタニアン。だが、ロシュフォールの部下たちに組み敷かれ、殺されかけたところを、馬車で通りかかったミレディの仲裁で命拾いした。
パリに到着早々、ロシュフォールを見かけて後を追うダルタニアン。だが彼は、人混みでアトス、ポルトス、アラミスと次々にぶつかり、決闘を申し込まれ、ロシュフォールも見失ってしまう。
パリの第一日目に英雄と尊敬してきた三銃士と決闘する破目となり、勝つ気満々で剣を構えるダルタニアン。だがそこに、枢機卿の護衛隊が駆けつけた。ご法度の決闘を理由に逮捕されかけ、40人の護衛隊を蹴散らす三銃士とダルタニアン。その場にいた王妃付きの侍女であるコンスタンスは、ダルタニアンとお互いに一目惚れの仲となった。
イギリスのバッキンガム公爵が、和平交渉のためにフランスを訪れた。三銃士から奪ったダ・ビンチの設計図で飛行船を建造し、パリの王宮に空から乗りつけるバッキンガム公爵。フランスのリシュリュー枢機卿は、若く軟弱な国王ルイ13世に代わって国の実権を握るために、むしろ開戦を望んでいた。
王の権威を失墜させる為にアンヌ王妃の処刑を狙い、女スパイのミレディを王妃の寝所に忍び込ませるリシュリュー枢機卿。ミレディは、バッキンガム公爵から王妃に宛てた偽の恋文を寝所に残し、王が結婚記念日に贈ったダイヤの首飾りを盗み出した。バッキンガム公爵と共に飛行船でイギリスに渡り、公爵の宝物庫に首飾りを隠して、スキャンダルを既成事実とするようミレディに指示するリシュリュー枢機卿。
王妃がバッキンガム公爵と恋仲でダイヤの首飾りを贈ったと国王に耳打ちするリシュリュー枢機卿。５日後の国王主催の舞踏会に王妃が首飾りを着けて現れなければ、王妃の罪が確定することになった。５日で首飾りを取り戻す為に、ダルタニアンと三銃士に助けを求める侍女のコンスタンス。リシュリュー枢機卿は腹心で護衛隊隊長のロシュフォールに、三銃士の抹殺と港の封鎖を命じた。
護衛隊の追跡をかわし、騎馬で港に到着する三銃士とダルタニアン。同行したコンスタンスが囮として護衛隊を引き付ける間に、三銃士とダルタニアンは船でロンドンに向かった。
首飾りの件は知らぬまま、ミレディから三銃士がヴェネチアの恨みを晴らしに来ると聞かされ、ロンドン塔で応戦体制を整えるバッキンガム公爵。アトスが立てそうな作戦についてバッキンガム公爵に伝授した上で、戦いの前にロンドン塔を離れるミレディ。だが、三銃士はミレディの裏をかき、バッキンガム公爵の飛行船を乗っ取ると、ロンドン塔に集中砲火を浴びせた上で飛び去った。
ミレディとの縁について詳しくは語らぬものの、彼女の性格を知り抜いているアトスは、ミレディが首飾りを宝物庫には隠さず、身に着けていると見抜いていた。馬車で逃げたミレディを飛行船で釣り上げ、首飾りを取り返すアトス。敗北を悟ったミレディは、飛行船からドーバー海峡に身を投げた。
飛行船でパリの王宮を目指す三銃士とダルタニアン。その前に、ロシュフォールが指揮する第２の飛行船が立ちはだかった。リシュリュー枢機卿はミレディから情報を得て、密かに自分の飛行船を建造していたのだ。枢機卿の飛行船の舳先には囚われたコンスタンスが縛りつけられていた。コンスタンスの解放の代わりに、ダルタニアンが首飾りを持って敵艦に向かうことを許す三銃士。
コンスタンスは救ったものの、敵艦に囚われるダルタニアン。だが、空中での飛行船同士の砲撃戦を掻い潜ったダルタニアンは、敵艦からノートルダム大聖堂に乗り移ると、天敵のロシュフォールと剣を交え、勝利して首飾りを取り戻した。
枢機卿の飛行船を倒し、炎上しながら王宮の庭に不時着する三銃士の飛行船。首飾りは王妃の元に戻り、国王と王妃は仲睦まじくダンスを始めた。だが、その頃、ロンドン塔で三銃士に負けたバッキンガム公爵は、大艦隊と飛行船の軍団を率い、海峡で救ったミレディも連れて、フランスに襲いかかろうとしていた。

## 登場人物
ダルタニアン
演 - ローガン・ラーマン
銃士になるためにパリにやってきた青年。三銃士と友情で結ばれ、コンスタンスに一目惚れする。
アトス
演 - マシュー・マクファディン
三銃士の一人でリーダー格。水に潜る戦術が得意。
ポルトス
演 - レイ・スティーヴンソン
三銃士の一人。怪力を持つ。
アラミス
演 - ルーク・エヴァンズ
三銃士の一人。身軽さが武器。
ミレディ・ド・ウィンター
演 - ミラ・ジョヴォヴィッチ
アトスの恋人。リシュリューとバッキンガム公の二重スパイ。戦闘に長けて、頭も切れる。
ロシュフォール
演 - マッツ・ミケルセン
枢機卿の部下。隻眼。リシュリューの命令でダルタニアンを追い詰める。
コンスタンス・ボナシュー
演 - ガブリエラ・ワイルド
アンヌ王妃の侍女。パリジェンヌらしい率直な性格。王妃のダイヤの首飾り奪還をダルタニアンに頼む。
ルイ13世
演 - フレディ・フォックス
ダルタニアンと仲良くなる。国王としての経験は浅い。アンヌ王妃に恋い焦がれている。
バッキンガム公爵
演 - オーランド・ブルーム
イギリス宰相。イギリスとフランスの間で和平を結ぶために来る。真の目的はイギリスの軍備拡張と開戦。
リシュリュー枢機卿
演 - クリストフ・ヴァルツ
フランス宰相。国王に成り代わりフランスの支配者になるため、暗躍する。
アンヌ
演 - ジュノー・テンプル
ルイ13世の王妃。ルイ13世に惹かれているが、リシュリューに目の敵にされダイヤの首飾りを盗まれる。
ダルタニアンの父
演 - デクスター・フレッチャー
元銃士。息子に剣術を教え、先祖代々伝わる剣を授ける。
プランシェ
演 - ジェームズ・コーデン
ダルタニアンの従者。

## キャスト
| 役名                     | 俳優                     | 日本語吹替 | 日本語吹替 | 日本語吹替 |
| 役名                     | 俳優                     | 劇場公開版 | ソフト版 | テレビ朝日版 |
| ------------------------ | ------------------------ | --- | --- | --- |
| ダルタニアン             | ローガン・ラーマン       | 溝端淳平 | 溝端淳平 | 内山昂輝 |
| アトス                   | マシュー・マクファディン | 東地宏樹 | 東地宏樹 | 藤真秀 |
| ポルトス                 | レイ・スティーヴンソン   | 立木文彦 | 立木文彦 | 江川央生 |
| アラミス                 | ルーク・エヴァンズ       | 津田健次郎 | 津田健次郎 | 置鮎龍太郎 |
| ミレディ・ド・ウィンター | ミラ・ジョヴォヴィッチ   | 檀れい | 檀れい | 岡寛恵 |
| バッキンガム公爵         | オーランド・ブルーム     | 中村悠一 | 中村悠一 | 平川大輔 |
| リシュリュー枢機卿       | クリストフ・ヴァルツ     | 小川真司 | 小川真司 | 千葉繁 |
| ロシュフォール           | マッツ・ミケルセン       | 西凜太朗 | 西凜太朗 | 谷口節 |
| コンスタンス・ボナシュー | ガブリエラ・ワイルド     | 遠藤綾 | 遠藤綾 | 日笠陽子 |
| プランシェ               | ジェームズ・コーデン     | 高戸靖広 | 高戸靖広 | かぬか光明 |
| アンヌ王妃               | ジュノー・テンプル       | 伊瀬茉莉也 | 伊瀬茉莉也 | 茅野愛衣 |
| ルイ13世                 | フレディ・フォックス     | 木村良平 | 木村良平 | 松野太紀 |
| ジュサック               | カーステン・ノルガード   | 吉村崇 | | 中博史 |
| カリオストロ伯爵         | ティル・シュヴァイガー   | 粟野史浩 | 粟野史浩 | 水内清光 |
| ダルタニアンの父         | デクスター・フレッチャー | てらそままさき | てらそままさき | 山路和弘 |
| その他                   |                          | 綾部祐二 又吉直樹 西森洋一 大林健二 岩井勇気 澤部佑 徳井健太 夏菜 大島麻衣 渡辺直美 フェルナンデス君1号 増岡裕子 姫野惠二 佐々木睦 多田野曜平 大家仁志 東條加那子 山口りゅう 蜂須賀智隆 岩崎正寛 辺土名龍介 安達貴英 宮本崇弘 北村謙次 鏡優雅 星野健一 嶋田翔平 原田大輔 本多諒太 海本きくえ 中村知子 ふしだ里穂 | 増岡裕子 姫野惠二 佐々木睦 多田野曜平 大家仁志 東條加那子 山口りゅう 蜂須賀智隆 岩崎正寛 辺土名龍介 安達貴英 宮本崇弘 北村謙次 鏡優雅 星野健一 嶋田翔平 原田大輔 本多諒太 海本きくえ 中村知子 ふしだ里穂 | 竹村叔子 間宮康弘 高橋里枝 佐藤美一 三浦潤也 小形満 木村雅史 原田晃 佳月大人 長島真祐 桂一雅 石田嘉代 杉村憲司 土井真理 西村智美 |
| 日本語版制作スタッフ     |                          | | | |
| 演出                     |                          | 木村絵理子 | 木村絵理子 | 鍛治谷功 |
| 翻訳                     |                          | 佐藤恵子 | 佐藤恵子 | 佐藤恵子 |
| 制作                     |                          | 東北新社 | 東北新社 | 本田哲浩 ブロードメディア |
| 初回放送                 |                          | | | 2012年11月11日 『日曜洋画劇場』                                                                                                  |

ダルタニアンを演じる溝端淳平とミレディを演じる檀れいは、共に洋画吹き替え初挑戦であった。また、『ピカルの定理』・『ヒルナンデス!』とタイアップも行っており、両番組の出演者が劇場公開版の吹き替えに参加していた。ただし、BD・DVDに収録されている吹き替えでは、この二番組の出演者は他の声優に差し替えられている。

## スタッフ
- 監督：ポール・W・S・アンダーソン
- 脚本：アンドリュー・デイヴィス / アレックス・リトヴァク
- 原作：アレクサンドル・デュマ・ペール
- 製作：ポール・W・S・アンダーソン / ジェレミー・ボルト / ロバート・クルツァー
- 製作総指揮：スティーヴン・マーゴリス / マーティン・モスコウィック
- 音楽：ポール・ハスリンジャー
- 撮影：グレン・マクファーソン
- 編集：アレクサンダー・バーナー

## ソフト化
発売元はギャガ、販売元はアミューズソフトエンタテインメント。
- 三銃士/王妃の首飾りとダ・ヴィンチの飛行船 3D&2D ブルーレイセット（2枚組、2012年4月20日発売）
- 三銃士/王妃の首飾りとダ・ヴィンチの飛行船 DVD版（1枚組、2012年4月20日発売）
- 三銃士/王妃の首飾りとダ・ヴィンチの飛行船 ブルーレイ2D版（1枚組、2012年9月21日発売）